# MI4
Pour les articles homonymes, voir Mi-4.
Le MI4 (abréviation de Military Intelligence, department 4) est un ancien département du renseignement militaire britannique.
Ses origines remontent à 1916, pendant la Première Guerre mondiale. Le quatrième département du Directoire du Renseignement militaire (Directorate of Military Intelligence, au sein du Bureau de la Guerre) était une unité cartographique, chargée de la préparation de cartes à usage militaire.
Pendant la Seconde Guerre mondiale, le nom de code MI4 est attribué à l'Unité du développement photographique (Photographic Development Unit), établie le 19 janvier 1940. Le 11 juillet, ce service est renommé « Unité d'interprétation photographique », avant de devenir l'Unité d'interprétation centrale le 7 janvier 1941. En 1947, la guerre étant terminée, le service devient le Centre de renseignements photographiques aériens conjoint, rattaché à la Royal Air Force, et le nom de code MI4 tombe en désuétude,. Il est l'ancêtre de l'actuel Centre de fusion des renseignements de défense géo-spatiaux (Defence Geospatial Intelligence Fusion Centre (en)).
A contrario, les noms de code MI5 et MI6 sont toujours employés, faisant référence respectivement au service de sécurité intérieur et de contre-espionnage, et au service de renseignements extérieurs. « Le nombre et les fonctions précises des sections MI varièrent considérablement » au cours des deux guerres mondiales.